# Confluencia
Confluencia is een departement in de Argentijnse provincie Neuquén. Het departement (Spaans:  departamento) heeft een oppervlakte van 7.352 km² en telt 314.793 inwoners.

## Plaatsen in departement Confluencia
- Arroyito
- Centenario
- Cutral-Co
- El Chocón
- Mari Menuco
- Neuquén
- Plaza Huincul
- Plottier
- Sauzal Bonito
- Senillosa
- Villa El Chocón
- Vista Alegre